# 어머니의 노래 (드라마)
《어머니의 노래》는 한국방송공사 1TV 특집드라마이다.

## 제작진
- 극본 : 김준일
- 연출 : 심현우

## 출연진
- 강남길
- 권오현
- 김보미
- 김봉근
- 김흥기
- 맹호림
- 맹찬재
- 서갑숙
- 양재만
- 유병준
- 유순철
- 전원주
- 정해창
- 추석양
- 황범식